# Parafia bł. Michała Kozala w Preczowie
Parafia bł. Michała Kozala w Preczowie – parafia rzymskokatolicka, znajdująca się w diecezji sosnowieckiej, w dekanacie będzińskim – św. Jana Pawła II. W parafii posługują księża diecezjalni. Według stanu na listopad 2018 proboszczem parafii był ks. Jan Dyliński. 

## Historia parafii
Początki tworzenia parafii bł. Michała Kozala w Preczowie i związanej z nią budowy kościoła sięgają połowy lat 80. XX wieku. W związku z rozwojem miasta Dąbrowa Górnicza w kierunku północnym, dokonano wydzielenia terytorium nowej parafii rzymskokatolickiej. Terytorialnie nowa parafia została wydzielona z części Parafii Niepokalanego Poczęcia Najświętszej Maryi Panny w Będzinie-Łagiszy. 
Parafia pw. bł. Michała Kozala w Preczowie została erygowana 1 lipca 1988 roku przez ówczesnego biskupa częstochowskiego Stanisława Nowaka. Pierwszym proboszczem zamianował wówczas ks. Stanisława Straża. 
Inicjatywę budowy kościoła dla nowej wspólnoty podjął proboszcz macierzystej parafii w Będzinie-Łagiszy, ks. Mieczysław Oset. Uroczystej konsekracji świątyni dokonał ówczesny biskup sosnowiecki Adam Śmigielski SDB w dniu 15 listopada 1992 roku. 